# 板野有紀
板野 有紀（いたの ゆうき、1992年6月14日 - ）は、日本の元AV女優。
神奈川県出身、ビーサイドプロモーション所属。

## 略歴
2012年10月にグラビアデビューし、翌11月にAVデビュー。小柄でスレンダーなロリ系のAV女優である。ユニティプロモーションに所属していたが、2013年7月にビーサイドプロモーションに移籍。2015年3月、AVを引退。

## 人物
- 趣味:ショッピング、映画鑑賞。特技:マッサージ。
- グラビアでは「山村莉奈（やまむら りな）」「秋山雫（あきやま しずく）」の名前でも活動している。

## 作品

### イメージDVD
- Chakuero Art 〜18歳美少女 衝撃のデビュー〜（2012年10月23日、INTEC Inc）※「山村莉奈」名義
- 純真乙姫 18歳・パイパン・美少女（2012年11月23日、スパークビジョン）※「山村莉奈」名義
- せきらら白書 02 ちょっとHな合宿編!（2012年12月8日、渋谷書店.com）※「秋山雫」名義
- Pure Nude（2013年1月26日、スパークビジョン）※「山村莉奈」名義
- Nude Art 〜純粋無垢な美少女の過激ヌード サイパン編〜（2013年3月23日、INTEC Inc）※「山村莉奈」名義
- 魅惑の縦スジ（2013年4月13日、渋谷書店.com）※「秋山雫」名義
- Black & White（2013年3月26日、スパークビジョン）
- ほっこリ〜ナ（2013年5月23日、INTEC Inc）※「山村莉奈」名義
- ティーンズドリーム しずくのキラメキ★（2013年6月8日、渋谷書店.com）※「秋山雫」名義
- Install 大人気グラドル衝撃の密着ドキュメント（2013年6月26日、スパークビジョン）※「山村莉奈」名義
- ストロベリージャム 山村莉奈 feat.柳井あずさ（2013年7月23日、レイブン）
- Pure Moe Mix（2013年10月25日、日本コンテンツ流通）

### アダルトDVD
- GIRLS SEX PARTY 13（11月9日、S級素人）
- 完全ガチ交渉! 街で噂の、ウブな看板娘を狙え! Volume 15 in渋谷（11月20日、プレステージ）
- 透き通るような制服美少女のSEX ゆうき（11月25日、オーロラプロジェクト・アネックス）
- 黒髪清純少女（12月1日、唾鬼）※「野々村れな」名義
- 小●生中出し野外レイプ（12月7日、I.B.WORKS）
- 図書館で声も出せず糸引くほど愛液が溢れ出す敏感娘 11（12月20日、ナチュラルハイ）
- 「はじめまして♥板野有紀です!!」（12月21日、フルセイル）
- （素）シロウトTV PREMIUM 09（12月21日）
- 透き通るような制服美少女のSEX ゆうき 第二章（12月25日、オーロラプロジェクト・アネックス）
- 18歳のパイパン美少女が中出しAVデビュー（12月25日、豊彦企画）※「恋空ハヅキ」名義
- つるまん少女の接吻、フェラチオ、腰振りSEX（12月28日、EROTICA）

- 涙を浮かべながらも必死に絶頂を堪えるお嬢様系女子校生（1月1日、DOC）
- ロリ専科 ロリ人形 まるで○い処女のような無毛ワレメを指マン拡張 膣奥中出し（1月4日、グレイズ）
- 「新・間違えたフリして女子校通学バスに乗り込んでヤられた」 VOL.4（1月10日、DANDY）
- 「死んでも目が離せない! 上司の娘が誘惑してくるマンスジから 濡れ染みの一部始終を見てしまったら…貴方ならどうする?」 VOL.1（1月10日、DANDYISM）
- パイパン純情JK （1月11日、クリスタル映像）
- 故郷の川で遊ぶスク水少女（1月11日、I.B.WORKS）
- 姦淫書道合宿 姦淫書道合宿 好色な書道家に見染められ、その毒牙に掛かる哀少女・有紀個人指導合宿の名を借りた、恥辱の宴がいま始まる…。（1月13日、オーロラプロジェクト・アネックス）
- 放課後の路上でうっすら毛が生え始めたマンスジを何度も責められ絶頂する○学生（1月24日、ナチュラルハイ）
- 仲良しママ友たちにチ○ポを押し当てたら夫が帰ってきても精子を見るまではオトコを離さない（1月24日、SWITCH）
- 監禁凌辱物語。 〜いわくつきのスポットの取材で襲われ調教されるわたし〜 板野有紀 女子校生新聞部（1月25日、オーロラプロジェクト・アネックス）
- 素人ギャル斬り 8時間 SPECIAL（1月25日、おかず。）
- 黒髪ロングの八重歯が可愛い天然美少女の挑発パンチラとSEX 積極的なオンナの子!覚悟してね!男子たち!（TOY★GIRL）
- 「彼が側にいるのに…」 ロリ性感オイルマッサージ（2月1日、変態紳士倶楽部）
- コスプレみるきぃ コスプレ美少女と性交（2月7日、みるきぃぷりん♪）
- ママごめんなさい… パイパンロリータ 中出しオイルマッサージ 初めてクリトリスが剥けた日 2（2月8日、TMA）
- 中出し淫行 09（2月13日、フセイル）
- ロリ専科 キミだけに語りかけ! ロリっ娘20人! オマ●コぴちゃぴちゃ 指入れ自画撮りオナニー 4時間DX vol.04（2月15日、グレイズ）
- 成長した娘の裸に触れた父親はイケない事と知りつつもチ○ポを勃起させて「禁断の近親相姦」してしまうのか!? 2（2月21日、SODクリエイト）
- 性教育委員会 2-B 板野有紀（2月22日、EROTICA）
- 濡れちゃう接吻（2月22日、ワープエンタテインメント）
- だって、お人形さんに毛が生えていたら嫌でしょ?（2月22日、BALTAN Candy）
- 鬼畜の群れ 囚われの美少女二人。 獣共は彼女たちを、ボロボロになるまで貪り尽してゆく…。（2月25日、オーロラプロジェクト・アネックス）
- 接吻で骨抜きにしてあげる!!!!!（3月1日、TOY★GIRL）
- 本屋に参考書を買いに来た真面目でおとなしそうな女子校生に媚薬をたっぷり塗ったチ○ポで即ハメしたらアヘ顔で痙攣するほど感じてイキまくった 2（3月7日、SODクリエイト）
- JKソープ 優等生 板野有紀（3月8日、Up'S）
- 制服種付けセレクション 5（3月13日、HERO）
- 白と黒のあいだ（3月15日、テンパラメンタル）
- つるまん少女のデカチン覚醒FUCK（3月22日、EROTICA）
- 髪結い美少女との卑猥な純愛（3月22日、ワープエンタテインメント）
- 自主制作 小●生 中出しレイプ（S-CRIME）
- 部活系美少女2名の股間を中心としたアングルや濃厚フェラをオイルたっぷりな3Pで膣内射精と共に楽しんだ。（4月5日、NON）
- 初マジックミラー号乗車!&過去に撮影された素人時代の幻のAVDebut映像解禁スペシャル!!（4月11日、SODクリエイト）
- 2段ベッドが揺れるほど感じる姉の喘ぎ声を聞いて発情しだす妹 7（4月11日、ナチュラルハイ）
- ものすごい失禁 おもらし×失禁×放尿×潮噴き vol.9（4月11日、アイエナジー）
- 優等生のとびきりエッチな妄想癖。 恥ずかしいほど本気スイッチが入っちゃうんです!!（4月12日、Up'S）
- 小○生ポルノ動画（4月12日、I.B.WORKS）
- クラスで一番の優等生（4月13日、マルクス兄弟）
- 中出しまではメイド契約（4月15日、テンパラメンタル）
- 愛情手コキとご奉仕フェラチオで120%の射精を望む女性は最後まで絶対に僕とチ●ポから視線を逸らさず発射まで見届けてくれる（4月19日、ワープエンタテインメント）
- 日本の女性器大図鑑 私のオマ●コ見て下さい♥ 40人4時間DX vol.02（4月19日、グレイズ）
- 板野有紀BEST（4月19日、フルセイル）※総集編
- 超かわいいロリ娘と父親の心と体が入れ替わり（4月25日、ROCKET）
- すぐに破れるコンドーム×板野有紀（4月26日、EROTICA）
- パイパン 板野有紀 お貸しします。（4月26日、クリスタル映像）
- 応募即撮りH系 2（5月3日、NON）
- パイパンJKと東京で露出する（5月3日、同人AV組合）
- この少女、チ●ポで調教済み もうチ○ポの味を知っている着エロアイドルのツルツルパイパン（5月9日、東京ティンティン+）
- 女はみんな角マンオナニスト（5月13日、マルクス兄弟）
- 未●熟パイパン妹夜這い生中出しレイプ 兄に犯された3人の妹たち（5月17日、夜這い）
- 美少女接吻（5月19日、ドグマ）
- イタズラ兄さんは従姉妹に大人の玩具をお土産で買ってあげました。もうお兄ちゃんのスケベ（5月23日、SWITCH）
- パイパン 板野有紀のメイドしちゃうぞ♥（5月24日、クリスタル映像）
- お兄ちゃんに大好きだって伝えたい（5月24日、TMA）
- 制服の似合う美少女と性交（5月24日、I.B.WORKS）
- コスハメroom ゆうき1●才 東方★魂●妖夢でプライベート撮影（5月24日、I.B.WORKS）
- 派遣メイドがパイパンだったのでハァハァ。（5月25日、マルクス兄弟）
- 愛らしい女子校生といやらしいセックス（6月1日、無言）
- 美術館で白い本気汁を恥ずかしいほど垂れ流す敏感娘（6月6日、ナチュラルハイ）
- 映画館痴漢 2（6月6日、ナチュラルハイ）
- 「欲求不満の美淫娘が本屋で真面目な男子校生にパンチラを見せたら火がつくまで何分?!」 VOL.1（6月6日、DANDY）
- JKチアガール 17（6月7日、クリスタル映像）
- 「女の口は嘘をつく。」 雌女ANTHOLOGY #118（6月7日、アウダースジャパン）
- 御奉仕淫語で手コキ射精（6月13日、マルクス兄弟）
- 女子校生監禁レイプ 2 連続レイプ犯たちの暴行記録 被害者6名（6月14日、BAZOOKA）
- ちんぽ欲しがり●学生（6月19日、ドグマ）
- 凌辱ヒロイン プリティー戦士イエローオールスターズ（6月21日、TMA）
- 妹にこっそり媚薬を飲ませてみたら発情してSEXを求めてきた（6月21日、I.B.WORKS）
- 板野有紀 総集編 4時間（6月21日、mix）※総集編
- カラダが卑猥なオンナと性交（6月21日、ドリームチケット）
- もうすぐ卒業だから… 学籍番号018（6月28日、ONE DA FULL）
- 妊娠してもいいから中に出して（7月4日、グローリークエスト）
- 眼鏡×女子 ぱいぱん ゆうき メガネのキミに恋をした（7月5日、クリスタル映像）
- 痴漢OK娘 スペシャル 絶対NGの結婚を控えた超極上娘を連日痴漢で中出しまでOKさせろ（7月6日、ナチュラルハイ）
- 親には内緒の妹近親相姦旅行 ゆうき1●才（7月12日、I.B.WORKS）
- 肉壷（俺専用） 放送部 ゆうき（7月25日、ラマ）
- 人間♥廃業（7月26日、アリスJAPAN）
- 板野有紀 PREMIUM BEST 4時間（7月26日、TMA）※総集編
- 恥ずかしすぎる緊急事態、我慢できずお漏らししてしまった働くお姉さん、偶然目撃した俺は勃起!（8月8日、SWITCH）
- 俺の許可なく、絶対イクなッ!!!!! 2 早漏オンナをナマ殺す焦らし地獄のイキガマン（8月9日、ワープエンタテインメント）
- 女子校生連れ去り野外強姦（8月9日、青空ソフト）
- 従順すぎるいいなりな貧乳 21（8月10日、unfinished）
- 催眠契約 有紀 教育実習生 21才（8月13日、催眠研究所）
- アニコス★H（8月16日、クリスタル映像）
- 催眠素顔 7（8月20日、催眠研究所）
- ロリータ中出し野外輪姦（8月23日、I.B.WORKS）
- 無理!堪え切れずにお漏らししちゃいました。（8月25日、マルクス兄弟）
- 素人なし崩しプロデュース!手が出せそうで出せなかった可愛すぎる同僚社員とセックスさせます!! 3（9月10日、ホットエンターテイメント）
- 俺の飼ってるペットが発情し過ぎて、自慰行為（オナニー）から繁殖行為（セックス）まで求めてきて、毎日のようにヤリまくっている!! 6（9月15日、unfinished）
- 寝取り夜這い 2（9月19日、グローリークエスト）
- ワレメ倶楽部（9月20日、帝都裏映像）
- 肉壷堕ち 放送部 ゆうき（9月25日、ラマ）
- 俺の可愛い妹がこんないやらしい顔でパンチラ挑発してきて、じゅぼじゅぼ指オナニーまでするハズがない!! 10（10月30日、unfinished）
- 板野有紀のギャルでしようよ♥（11月22日、クリスタル映像）
- 中出しソープランドに堕ちた女子大生（12月1日、ワンズファクトリー）
- 突撃潜入! 素人乱交サークル 変態社会人と人気AV女優（12月1日、ZUKKON/BAKKON）
- 板野有紀のアニコスっ! Xmas（12月25日、PSYCHEDELIC PUPPET）

- 妹4人にいたずら子作り（1月1日、ZUKKON/BAKKON）
- JKを着衣でねぶり尽くす（1月13日、ラマコス）
- 凌辱ヒロイン Immoral School（1月24日、TMA）
- 自転車の椅子に媚薬を塗られ通学路でも我慢できずサドルオナニーをするほど発情しまくる女子校生 2（2月6日、ナチュラルハイ）
- 壮絶なイラマチオと喉射（3月1日、ワンズファクトリー）
- 義理の父親（3月7日、ヴィーナス）
- 素敵なカノジョ 板野有紀 ロリータ美少女の潮吹きパイパン中出しせっくす（3月13日、クリスタル映像）※総集編
- S-Cute Girls（3月19日、S-Cute）
- 制服女子校生と中出し乱交 〜春〜（4月1日、ZUKKON/BAKKON）
- 近親［無言］相姦 隣にお父さんがいるのよ…（4月7日、ヴィーナス）
- 板野有紀と同棲しませんか?（4月18日、クリスタル映像）
- 苛められたがる同級生（4月25日、宇宙企画）
- 板野有紀 コレクターズエディション 4時間（4月25日、マルクス兄弟）※総集編
- 授業中にも関わらず教室でエロ本を見て勃起したチ●コを見せつけてくる男子。それに気付いた隣の席のまだ未経験な女子校生が、初めて見る生のチ●コにスケベなマ●コはぐっちょり濡れ放題。（5月23日、SCOOP）
- 緊縛鬼イカセ いいなり奴隷美少女（6月13日、REAL）
- お兄ちゃん!一生のお願い! 私のアソコに指入れて!! と今にも泣き出しそうな顔をして僕に助けを求めてきた妹。部屋にある物をマ○コの中に入れてオナニーしていたら自分では取り出せなくなったらしく勇気を出して僕にお願い。戸惑いながらも指を入れるとヌルヌルしてて中々取り出せずどんどん感じだす妹に僕は理性を失った…!（6月19日、Hunter）
- 年に一度の健康診断。身体の成長が盛んになり、大人への第一歩を踏み出そうとしているJK達に、スケベな偽医者が卑猥な悪戯決行。隣に別の生徒がいるにも関わらず、初めての感覚に思わず身体も正直なことに!!（6月27日、SCOOP）
- 初中出しSEXがスグに流出しちゃったシロウト娘たち 4時間スペシャル 2（7月25日、S級素人）
- 僕の包茎チ○ポ相談でお姉ちゃんが発情! 友達から「包茎」だとバカにされ落ち込んだ僕。そんな僕を心配した姉が、悩みがあるなら言ってみてと言うので、恥を忍んで落ち込んだ理由を打ち明けたら「と、とりあえず見せて。私が判断してあげる」と意外な一言。もうどうにでもなれ!と思い切ってチ○ポを見せたら、最初は「みんなそんなもんだよ」と慰めてくれたのに、急に黙りこんでハァハァしだして変な空気に。そして、人が変わったかのようにエッチな顔でチ○ポにしゃぶりついてきた! 2（8月21日、Hunter）
- 酔いつぶれたカレシを介抱する欲求不満なパンチラ女をレイプ!（9月1日、MUTTURi）
- イタズラなレズKISS（9月7日、ビビアン）
- 板野有紀さんのMペットになりたい!（9月27日、ラッシュ）
- 小、中、そして高校生になった今でもあだ名が［オナニー教授］のボクは当然童貞! 高校生になった今ではバイトしたお金で便利なオナニーグッズを購入し日々快適なオナニーライフをエンジョイしています!むしろ生身の女の子よりもオナニーの方がいいのでは!?とさえ思っています!そんあボクの家に隣のオナニーが見てみたいというクラスの女子がやってきます!でも、いざ男の生々しいオナニーを見たらモジモジしだし頬を赤らめパンティ越しにも分かるくらいにビショ濡れで恥ずかしいシミだらけになって…。（11月8日、Hunter）
- ヒロインハードピンチ凌辱 前編 電磁人間アタック（11月14日、GIGA）
- 羞恥! 水泳教室に通う●学生のスクール水着が水に溶けて10人全員素っ裸!! プールに入った瞬間、スク水が溶けて突然の全裸露出! まだ毛も生え揃わないツルペタ女子は大人の男たちの下品な視線に犯される! 全編完全撮り下ろし2枚組8時間10セックス!!（12月6日、サディスティックヴィレッジ）
- マ○コに連続ぶっかけ中出しトイレ痴漢 有名お嬢様女子校近くで見つけたウブそうな女子校生を付け回し逃げ込んだ公衆トイレでぶっかけ中出し痴漢で妊娠するほど感じさせろ!!（12月6日、アパッチ）
- スーパーヒロイン危機一髪!! Vol.56 飛影戦隊カゲレンジャー カゲブルー（12月12日、GIGA）
- 田舎のお嬢様学校の女子校生をさらってレイプ、射精直前に「お前より可愛い娘を今すぐ電話で呼ばないと中出しするぞ」と脅して友達を連れてこさせてその娘もレイプ、そして結局全員にナマ中出し! 2（12月20日、サディスティックヴィレッジ）
- 兄妹痴漢 超満員電車で痴漢した女子校生が妹だったなんて!しかし興奮する自分を抑えられない僕（兄）は、驚くばかりで動けなくなった妹をそのまま犯して禁断の兄妹近親相姦してしまいました。（12月20日、アパッチ）

2015年
- 仮想現実性交少女（1月1日、PSYCHEDELIC PUPPET）
- キャンプファイアーにこっそり催淫媚薬を投入したら、あっちこっちで大乱交SEX 林間学校で輪姦の和!（1月8日、サディスティックヴィレッジ）
- アートガーディアン麗 耐えろ!凶悪怪盗姉妹のレズ拷問（1月9日、GIGA）
- レズビアン記念日（2月7日、ビビアン）

### 映画
- エターナル・マリア（2015年8月6日公開、監督：阪本武仁）葵マリア役・主演